# Ла-Созьер-Сен-Жан
Ла-Созье́р-Сен-Жан (фр. La Sauzière-Saint-Jean, окс. La Sausièra e Sant Joan) — коммуна во Франции, находится в регионе Юг — Пиренеи. Департамент — Тарн. Входит в состав кантона Виньобль и Бастид. Округ коммуны — Альби.
Код INSEE коммуны — 81279.

## География

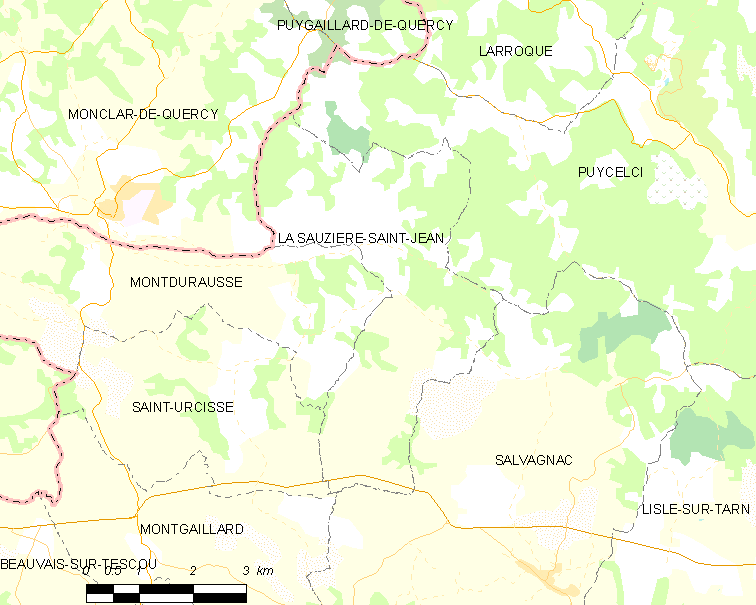
Карта коммуны

Коммуна расположена приблизительно в 550 км к югу от Парижа, в 45 км севернее Тулузы, в 45 км к западу от Альби.

## Климат
Климат умеренно-океанический. Зима мягкая и дождливая, лето жаркое с частыми грозами. Ветры довольно редки.

## Население
Население коммуны на 2010 год составляло 238 человек.
| 1962 | 1968 | 1975 | 1982 | 1990 | 1999 | 2010 |
| ---- | ---- | ---- | ---- | ---- | ---- | ---- |
| 302  | 296  | 263  | 241  | 226  | 214  | 238  |

## Экономика
В 2007 году среди 137 человек в трудоспособном возрасте (15—64 лет) 102 были экономически активными, 35 — неактивными (показатель активности — 74,5 %, в 1999 году было 61,5 %). Из 102 активных работали 91 человек (57 мужчин и 34 женщины), безработных было 11 (6 мужчин и 5 женщин). Среди 35 неактивных 4 человека были учениками или студентами, 19 — пенсионерами, 12 были неактивными по другим причинам.